# Брежани
 Тази статия е за селото в България.  За селото в Северна Македония вижте Брежани (община Дебърца).  За други значения на Брежани вижте Брежани (пояснение).
Брежа̀ни е село в Югозападна България, в община Симитли, област Благоевград. До 1934 година името на селото е Сърбиново.

## Население

### Етнически състав
Преброяване на населението през 2011 г.
Численост и дял на етническите групи според преброяването на населението през 2011 г.:
|                     | Численост |
| Общо                | 790       |
| Българи             | 735       |
| Турци               | -         |
| Цигани              | 10        |
| Други               | -         |
| Не се самоопределят | -         |
| Неотговорили        | 43        |

## География
Село Брежани е разположено в Симитлийската котловина в северното подножие на Пирин. Има площ около 40 квадратни километра. Надморската височина на селото е между 500 и 700 метра.

## История

### В Османската империя
Името Сърбиново се свързва с отдавашно заселване в селото на преселници от Сърбия. През 1576 година се споменава в османски регистър на джелепкешаните като две села - Сърбинче и Сербин дербенд. През 1650 селото е упоменато вече, като едно под името Сърбин със 105 християнски домакинства.
През XIX век Сърбиново е голямо село населено преимуществено с българи, числящо се към Горноджумайската кааза на Серския санджак. Църквата „Свети Димитър“ в Сърбиново е построена в 1847 година.
През 1869 година наводнение отнася 40 къщи в Сърбиново, с хора, добитък и реколта.
В 1891 година Георги Стрезов пише за селото:
| „ | Сърбиново, село на юг от Джумая 5 часа. Лежи до Струма срещи Симитлия. Изкарва хубаво вино и много кестени. Църква, в която се чете по славенски и училище с 25 ученика. | “ |

Към 1900 година според статистиката на Васил Кънчов („Македония. Етнография и статистика“) населението на село Сърбиново брои общо 1920 души, от които 1900 българи християни и 20 цигани.
При избухването на Балканската война в 1912 година дванадесет жители на селото са доброволци в Македоно-одринското опълчение.

### В България
През войната селото е освободено от български военни части и остава в България след Междусъюзническата война през 1913 година.
От 7 до 11 февруари 1925 година в селото се провежда Шестият общ конгрес на ВМРО. В 1933 г. местната организация на ВМРО се ръководи от Йосиф Спасов, а войвода на селската чета от 15 души е Иван Николов.
През учебната 1926-1927 година в селото функционират два прогимназиални класа, в които един учител и една учителка обучават 57 ученици – 39 в първи клас и 18 – във втори. Две от децата, обучаващи се в първи клас, са момичета, останалите ученици са момчета.
В 1929 година в Сърбиново се основава читалище и в неговата управа влизат председател — протойерей Найденъ Златков; подпредседател — секретар-бирникът в селото Иван Янакиевъ, секретар - директорът на местната смесена прогимназия Евтим Попдимитров, касиер – Владимир Тасев, библиотекар – учителката Йорданка Кирова, съветници – Димитър Илиев и Димитър Н. Гълъбов, проверителна комисия – Димитър Вангелов и Димитър Петров.
През 1933 година Сърбиново брои 320 къщи, а кмет е Божин Лазаров. В селото функционира кредитна кооперация „Солидарност“, читалище, първоначално училище и прогимназия „Тодор Александров“. Кооперацията е основана през 1922 година и през 1935 година в нея членуват 116 земеделци.
През август 1934 година село Сърбиново е преименувано на Брежани.
През 1949 година в село Брежани отваря врати едно от най-големите предприятия за производство на кафяви въглища в България – ДМП”Пирин”, което възражда селото, построява се нов жилищен квартал, училище, детска градина, културен дом на миньора,  подобрява се инфраструктурата, развива се художествената самодейност, селото има футболен отбор. През 1956 година жителите достигат 3635 души.
През 1955 година от Брежани се отделя като самостоятелно село Полето.
Мината е ликвидира през 2003 година, което се отразява негативно на развитието
на селото, но будните жители търсят и намират нови перспективи чрез екологично
земеделие и животновъдство, съхраняване и развитие на кестеновите гори, селски,
еко и културен туризъм.
През 2010 година в Брежани е създадено сдружението „Хора и традиции“. В него членува почти цялото село, което възприема идеите на сдружението като свои,
а те са възобновяване на културните и фолклорни традиции, реклама на региона и неговите природни дадености и уникалните по вкус и качество кестенови
насаждения, грижа за хората в неравностойно положение, повишаване качеството на живот и др. Още неригистирано официално, сдружението организира първия по рода си в България Празник на брежанския кестен, който е популяризиран в регионални и национални медии и се организира всяка година през октомври.
На 15 декември 2014 в Министерството на регионалното развитие Управляващият орган на Програмата за трансгранично сътрудничество
България – Македония 2007-2013 CCI номер: 2007CB16IPO007 официално връчи договора за изпълнение на проект „Подобряване на качеството
на живот в трансграничния регион чрез насърчаване и съживяване на общото културно наследство между община Симитли, Р. България и Делчево, Р. Македония“ на обща стойност 90250,46 евро, от  които 47163,08 евро – за дейности на сдружението.
По инициатива на сдружението  и кметство Брежани се организира мащабна дискусия за съдбата на кестеновите гори с общински и държавни институции  с обобщен анализ на икономическите възможности на кестеновите плантации, възможност за доходоносен труд за хората и възраждане на природата.
Сдружение „Хора и традиции“ има изградена мрежа от доброволци, които работят и са готови да работят за развитието на своето село, общност,  община. Сдружението се ползва с авторитет в региона, има моралната подкрепа на всички държавни и общински органи и организации.
В селото съществува отбор Пирински миньор, който е участник два пъти в Б футболна група и постоянен участник в Югозападна В група.

## Културни и природни забележителности
- Местността Кръсто – до това място през 1878 стигат руските освободителни войски.
- Местността Света Амина (св. Мина) – през 1912 на това място се води сражение.

## Редовни събития
- Един от най-почитаните празници в Брежани се състои на 1 януари (Васильовден). В селото има няколко кукерски групи, или както ги наричат местните жители бабугери. Смята се, че бабугерите гонят злото и затова с тях хората посрещат настъпването на всяка нова година. Ритуалът се състои в слагането на много колоритни маски и т.нар. чанове (звънци), с които бабугерите обикалят всяка къща в селото, пеят песни и пожелават здраве и късмет през годината. Обикновено групите са 2 или 3, и между тях има съревнование за най-красиви и оригинални костюми. Всяка година се излъчва победител, като журито оценява най-вече по масовост т.е. колко души има в групата, подреденост на участниците и колоритност. А също така и по начина на представяне на обичаите. В една група може да има и по 80-90 участника. Един от представяните обичаи е сватба, но такава каквато е била в миналото. В булка, или както е наричана в миналото невеста се превръща някой мъж. Този ден е един от най-хубавите в селото, създава много приятни емоции не само за неговите жители, но и за хората от общината, които отиват да се повеселят.

- От октомври 2010 година – всяка година в Брежани се провежда Празник на кестена.[16] Малкото пиринско село на община Симитли всяка година демонстрира своите природни дарове: най-вкусните кестени, най-големите тикви, най-вкусните баници, ястия с кестени и талант. Брежанските баби и цялото село  подготвя този уникален празник, а към него се присъединява и италианецът  Мауро, който в специална скара, върху огън, предлага най-вкусните печени кестени. Вкусна  трапеза ще посрещне всички, които обичат Брежани, а след това се завива дълго хоро под съпровода на оркестър. Празниците на брежанския кестен традиционно са съпроводени с изложба-пленер, концерт на гостуващи любими изпълнители от България и Северна Македония и се организират съвместно с община Симитли, кметство Брежани и подкрепата на дарители от селото.

## Личности
Родени в Брежани
- Георги Кюзеков, български революционер, войвода на чета в 1902 година[17]
- Димитър Ангелов, македоно-одрински опълченец, 24-годишен, 2 рота на 5 одринска дружина, убит при Говедарник на 9 юли 1913 г.[18]
- Илко Стоянов (р. 1970), български юрист, политик и кмет на Благоевград
- Костадин (Капи) Иванов Томанов (1945 – 2014), български футболист, играл за ФК Пирин (Разлог)
- Любен Христов (1932 - 2001), основател и първи директор (5.10.1958 - 13.2.1992) на Английската гимназия в Пловдив[19]
- Любчо Тодоров (р. 1964), български офицер, генерал-майор
- Найден Златков (1859 – 1934), български свещеник и революционер
- Никола Тодоров, български революционер от ВМОРО, четник на Никола Иванов[20]
- Павел Давков (1862 – 1920), български революционер
- Петър Д. Маникадски, доброволец в четата на Иван Атанасов – Инджето през Сръбско-българската война в 1885 година[21]
- Петър Димитров (1858 – 1942), кмет на Дупница
- Спас Попнайденов, български революционер
- Христо Апостолов (1860 – 1912), български революционер

Починали в Брежани
- Найден Златков (1859 – 1934), български свещеник и революционер
- Павел Давков (1862 – 1920), български революционер

Други
- Петър Гърков (1912 – 1948), български революционер и горянин